# Claudio Gabriele de Launay

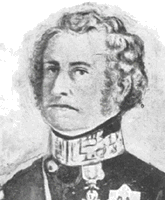
Claudio Gabriele de Launay

Claudio Gabriele de Launay (* 6. Oktober 1786 in Duingt, Herzogtum Savoyen; † 21. Februar 1850 in Turin) war im Königreich Sardinien General und Ministerpräsident.
De Launay stammte aus einer edlen savoyischen Familie. Er wurde 1835 Generalmajor und rückte 1843 zum Generalleutnant auf. In diesem Jahr wurde er auch zum Vizekönig von Sardinien ernannt. Im Dezember 1848 berief man ihn in den Senat.
Nach der Niederlage bei Novara bildete er ein Kabinett, in dem er vom 27. März bis zum 7. Mai 1849 den Vorsitz als Präsident des Ministerrates und das Ministerium des Auswärtigen innehatte. Als Reaktionär schwer angefeindet wich er bald Massimo d’Azeglio.
Claudio Gabriele de Launay starb am 21. Februar 1850. Er war Vater des italienischen Botschafters Edoardo de Launay (1820–1892).